# Amasar (Ort)
Amasar (russisch Амаза́р) ist eine Siedlung städtischen Typs in der Region Transbaikalien in Russland mit 2374 Einwohnern (Stand 14. Oktober 2010).

## Geographie
Der Ort liegt etwa 530 km Luftlinie ostnordöstlich der Regionshauptstadt Tschita im Amasargebirge, einem in der Gegend gut 800 m hohen Mittelgebirge. Er befindet sich am linken Ufer des namensgebenden Amur-Nebenflusses Amasar bei der Einmündung der Bolschaja Tschitschatka (Große Tschitschatka).
Amasar gehört zum Rajon Mogotschinski und befindet sich etwa 75 km östlich des Rajonzentrums Mogotscha. Die Siedlung ist Sitz der Stadtgemeinde Amasarskoje gorodskoje posselenije, der östlichsten Gemeinde der Region. Zur Gemeinde gehören außer Amasar das Dorf Pokrowka (70 km südöstlich, unmittelbar unterhalb des Zusammenflusses von Schilka und Argun zum Amur) und eine Reihe von Siedlungen bei Bahnstationen oder Blockposten (russisch blokpost) der Transsibirischen Eisenbahn, die sich über eine Streckenlänge von mehr als 100 km verteilen: Tetjorkin Kljutsch (Streckenkilometer 6971), Germanowski (km 6996), Krassawka (km 7015), Kolokolny (km 7027), Potaika (km 7035), Tschitschatka (km 7046), Schanna (km 7053), Malokowali (km 7068) und Uteni (km 7079).

## Geschichte
Der Ort entstand 1908 im Zusammenhang mit dem Bau der Amureisenbahn Kuenga – Chabarowsk. Seit 1938 besitzt Amasar den Status einer Siedlung städtischen Typs.

### Bevölkerungsentwicklung
| Jahr | Einwohner |
| ---- | --------- |
| 1939 | 3346      |
| 1959 | 4526      |
| 1970 | 2795      |
| 1979 | 3577      |
| 1989 | 3521      |
| 2002 | 2641      |
| 2010 | 2374      |

Anmerkung: Volkszählungsdaten

## Verkehr
Amasar liegt an der auf diesem Abschnitt 1988 elektrifizierten Transsibirischen Eisenbahn (Streckenkilometer 7006 ab Moskau). Südlich wird die Siedlung von der Fernstraße R297 Amur (bis 2017 auch M58) umgangen, die Tschita mit Chabarowsk verbindet und Teil der transkontinentalen Straßenverbindung ist.